# 新帝都物語
『新帝都物語』（しんていとものがたり）は、荒俣宏の小説。雑誌『KADOKAWAミステリ』1999年11月号から2001年11月号にかけて連載され、単行本化にあたって大幅に加筆修正された。ベストセラーとなった『帝都物語』の前日談である『帝都幻談』の続編。副題は『維新国生み篇』。

## 概要
かつて江戸を滅ぼそうとし、平田篤胤、藤田東湖らによって倒された魔人「加藤重兵衛」が復活した。日本を滅ぼし怨霊の王国を築こうとする加藤、それを阻止するべく奮闘する平田一派。舞台を戊辰戦争末期の蝦夷地に移し、魔人加藤の暗躍が始まる。

## 登場人物
- 加藤重兵衛保憲（かとう じゅうべえ やすのり） - 古代ヤマトの怨念そのものといえる人物。怨霊の世を築くべく暗躍する。
- 平田篤胤（ひらた あつたね） - 故人。かつて膨大な霊的知識を持って、遠山景元らとともに加藤と戦った
- 平田銕胤（ひらた かねたね） - 平田学派総帥。篤胤ほどの霊的知識はないが、すぐれた組織経営力の持ち主。おちょうの夫であり婿養子である。
- 平田おちょう（ひらた おちょう） - 篤胤の実娘。平将門の末裔であり、依童としての能力を持つ。その能力ゆえに加藤に誘拐され利用される。
- 田村幸四郎（たむら こうしろう） - 幕府旗本。好事家集団「耽奇会（たんきかい）」の書記を務める。平田篤胤と旧知の仲であった屋代弘賢の弟子。墨家の兵法を駆使して五稜郭を襲う加藤に対抗する。
- 田上玄斎（たがみ げんさい） - 平田門下生。会津軍の鬼軍師で、蝦夷の古代史に深く通じている。豊間源之進とは共に洋式軍隊の修練をした仲。
- 小野崎通亮（おのざき みちすけ） - 平田門下生。雷風義塾をきりもりする平田篤胤の高弟。
- 豊間源之進（とよま げんのしん） - 平田門下生。秋田藩洋式部隊指揮官。
- 岡見順平（おかみ じゅんぺい） - 平田門下生。秋田藩士で陰陽師の家系。祖父より伝授された反魂の術で田村幸四郎を蘇生させる。
- 土方歳三（ひじかた としぞう） - 新撰組副長。加藤を最後の敵と決め、戦いを挑む。新政府軍に仇なす鬼神。
- 斉藤一（さいとう はじめ） - 土方とともに加藤に戦いを挑むが、土方に諭され戦線を離脱し、サンフランシスコへ向かう。
- 市村鉄之助（いちむら てつのすけ）
- 榎本武揚（えのもと たけあき） - 佐幕派の首魁。五稜郭に出没する加藤の操る魔物に悩まされる。
- 目方虎之助（めかた とらのすけ） - 相馬俤神社の禰宜
- 下斗米定雄（しもとまい さだお） - 千曳神社（青森県東北町）の宮司。「つぼのいしぶみ」と「七支刀」を保管している。
- エドワード・スネル - 幕府贔屓のアメリカ人。幕府軍に武器を提供する。和名：松平武兵衛。
- トーマス・ブラキストン- イギリスの貿易商人。博物学を嗜み、本州と蝦夷地は別の国であると同行した平田一派に説く。
- 崇道帝（すどうのみかど） - 魔人加藤の築いた怨霊の内裏に召喚された大怨霊。つぼのいしぶみと七支刀により再び封印される。
- 橘逸勢（たちばな はやなり） - 同上
- 菅原道真（すがわらの みちざね） - 同上
- アテルイ - 同上
- 平将門（たいらの まさかど） - 怨霊の内裏が築かれ、召喚されてもなお加藤に加勢しなかった日本最強の大怨霊。

## 呪具
- 瑠璃尺 - 魔物の内裏を築くために将門が三女の女蔵尼に持たせた国産みの物差。陸奥国慧日寺に保管されていたが乾退助（板垣退助）により接収され、その後加藤に奪われてしまう。
- つぼのいしぶみ
- 七支刀 - 現存する七支刀とは違い、作中では陸奥の川に溜まる米鉄（おもひかね）で作られた錆びぬ刀とされる。瑠璃尺と組み合わせて使う、国産みのコンパス。後に天沼矛（あめのぬぼこ）と判明する。かつてはアテルイが神刀として愛用していた。
- アブラサタブラ - 篤胤が西洋の書物から見つけてきた。abracatabra（アブラカタブラ）の文字を逆三角に配列した護符。加藤は遠山景元との戦いでこの護符に敗れた。
- 平新王将門尊像 - 平田家に安置されている平将門の魂が宿る神像。